# Edwaert Collier

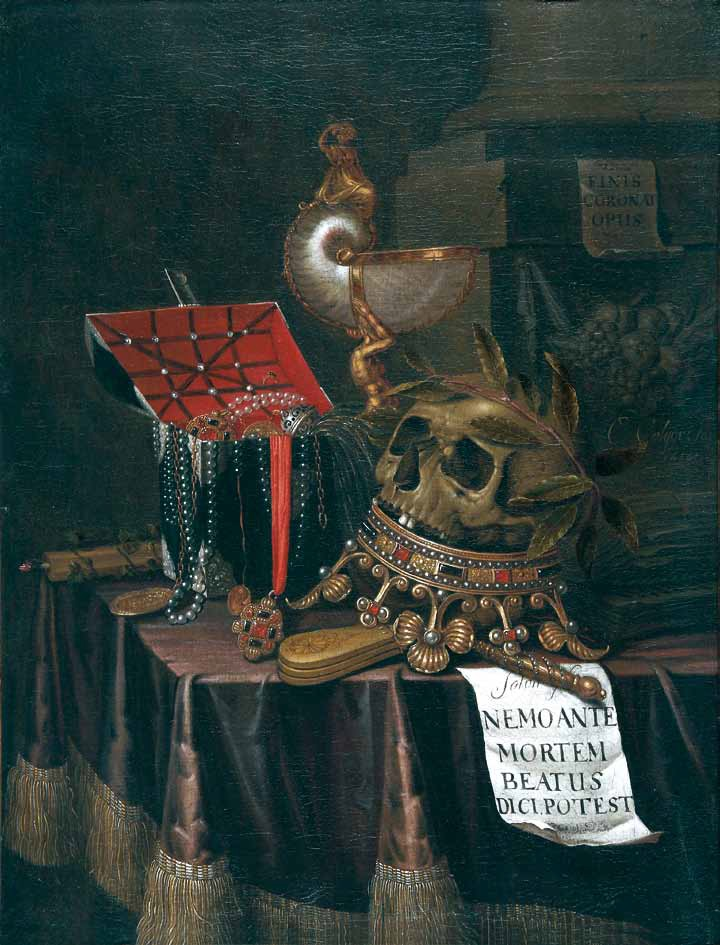
Vanitas con calavera coronada, firmado «E.Colyer fe,/1689», óleo sobre lienzo, 47 x 36,3 cm, colección privada.

Edwaert Collier, también llamado Evert y Edward Collyer (Breda, 1642-Londres, 1708) fue un pintor barroco neerlandés especializado en la pintura de bodegones, vanitas y trampantojos.

## Biografía
Hijo de Joses Calier y Elsken Engelberts, fue bautizado en Breda como Evert Calier el 26 de enero de 1642. Se ignora quién fuese su maestro pero es probable que se formase en Haarlem, donde en 1663 se registró en el gremio de San Lucas. Trabajó principalmente en Leiden, donde contrajo matrimonio al parecer hasta tres veces y fijó su residencia desde 1667 hasta 1706, con algunas interrupciones entre 1686 y 1691, cuando es probable que viviese en Ámsterdam, y entre 1693 y 1702, años en los que, a juzgar por algunas obras firmadas, habría residido en Londres, a donde volvió definitivamente antes del 21 de diciembre de 1706. Fue enterrado allí el 9 de septiembre de 1708, en la iglesia de Saint James de Piccadilly.

## Obra

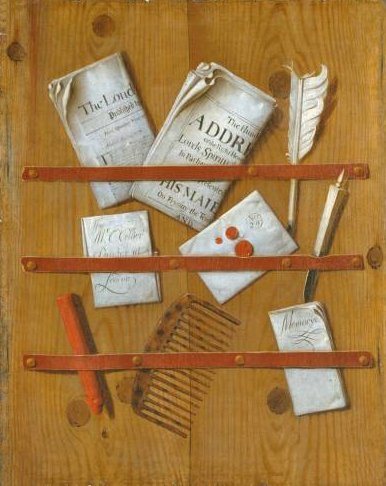
Trampantojo con periódicos, cartas y objetos de escritorio sobre una tabla, óleo sobre lienzo, 58,8 x 46,2 cm, Tate.

Su muy abundante producción, influida por Pieter Claesz. y Vincent Laurensz. van der Vinne, se centra casi exclusivamente en las naturalezas muertas de género vanitas, como la primera de sus obras conocida, conservada en el Rijkmuseum de Ámsterdam, con vaso ceremonial globos terráqueos, coronas y medallas, firmada y fechada en 1662, y los tableros de trampantojo, a menudo con textos escritos en inglés y reproducciones de grabados, como el Trampantojo con periódicos, cartas y objetos de escritorio de la colección Tate.